# Фърнас
Окръг Фърнас (на английски: Furnas County) е окръг в щата Небраска, Съединени американски щати. Площта му е 1867 km², а населението - 5324 души (2000). Административен център е град Бийвър Сити.